# Diego Rosa (ciclista)
Diego Rosa (Alba, 27 marzo 1989) è un mountain biker ed ex ciclista su strada italiano. Professionista su strada dal 2013 al 2022 dopo i trascorsi nel mountain biking, si è distinto come scalatore vincendo tre corse tra cui la Milano-Torino 2015. Dal 2023 è nuovamente attivo nel mountain biking.

## Carriera
Originario di Corneliano d'Alba, dal 2009 al 2011 corre con il team di mountain bike Giant Italia Team, arrivando a partecipare alla gara di cross country Under-23 dei campionati del mondo 2011 in Svizzera. Nel 2012, passato agli Under-23 su strada con la bergamasca Palazzago-Elledent-Rad Logistica di Olivano Locatelli, ottiene tre vittorie, tra cui quella finale al Giro della Regione Friuli Venezia Giulia.
Passa professionista su strada all'inizio del 2013 con l'Androni Giocattoli-Venezuela di Gianni Savio. Al primo anno da pro vince la classifica dei giovani al Tour Méditerranéen e partecipa al Giro d'Italia, mettendosi in evidenza in salita. Nel 2014, ancora in maglia Androni, partecipa al Giro d'Italia, ma, in seguito ad una caduta ad 11 km dall'arrivo a Montecassino, si procura una brutta ferita al ginocchio e qualche giorno dopo è costretto al ritiro.
Nell'estate 2014 la squadra World Tour kazaka Astana ufficializza il suo ingaggio per la stagione 2015. Con la nuova maglia conclude al quinto posto la Strade Bianche e partecipa sia al Giro d'Italia sia alla Vuelta a España in appoggio al capitano Fabio Aru. Disputa un ottimo finale di stagione nel quale ottiene la sua prima gara da professionista sulle strade di casa, vincendo per distacco, in vetta al colle di Superga, la 96ª edizione della Milano-Torino; qualche giorno dopo chiude al quinto posto il Giro di Lombardia vinto dal suo capitano Vincenzo Nibali. Nella stagione successiva vince la quinta tappa della Vuelta al País Vasco dopo una fuga solitaria di 100 km; nell'occasione festeggia scendendo di sella al traguardo e alzando la bici al cielo. Partecipa anche alla prova in linea dei Giochi olimpici di Rio de Janeiro, ritirandosi, prima di chiudere la stagione con la piazza d'onore al Giro di Lombardia, battuto in volata da Esteban Chaves.
Al termine della stagione 2016 firma un contratto triennale con il Team Sky. Nel 2017 ottiene come unico piazzamento di rilievo un quinto posto nella classifica finale della Ruta del Sol e successivamente prende parte al Giro d'Italia in veste di luogotenente di Geraint Thomas e Mikel Landa. Torna al successo nel marzo 2018, imponendosi nella classifica generale della Settimana Internazionale di Coppi e Bartali grazie al successo nella cronometro a squadre oltre che a un rendimento costante nelle altre tappe. Nel 2019 in maglia Sky/Ineos è secondo al Memorial Marco Pantani e terzo al Tour of Guangxi a tappe, gara del World Tour.
Nel biennio 2020-2021 è attivo con il team francese Arkéa-Samsic. Nella stagione 2022 veste la maglia della Eolo-Kometa, con la quale firma un accordo annuale. Non coglie successi e il 25 ottobre del medesimo anno annuncia il ritiro dal professionismo su strada per tornare a dedicarsi alla mountain bike.

## Palmarès

### Strada
- 2012 (Palazzago Under-23/Elite)

Bologna-Raticosa
3ª tappa Giro della Regione Friuli Venezia Giulia
Classifica generale Giro della Regione Friuli Venezia Giulia
- 2015 (Astana Pro Team, una vittoria)

Milano-Torino
- 2016 (Astana Pro Team, una vittoria)

5ª tappa Giro dei Paesi Baschi (Orio > Eibar/Arrate)
- 2018 (Team Sky, una vittoria)

Classifica generale Settimana Internazionale di Coppi e Bartali

### Altri successi
- 2012 (Palazzago Under-23/Elite)

Classifica scalatori Giro della Regione Friuli Venezia Giulia
- 2013 (Androni Giocattoli)

Classifica giovani Tour Méditerranéen
- 2016 (Astana)

Classifica scalatori Giro dei Paesi Baschi
- 2017 (Team Sky)

Classifica della montagna Giro di Polonia
- 2018 (Team Sky)

1ª tappa, 2ª semitappa Settimana Internazionale di Coppi e Bartali (Gatteo, cronosquadre)

### Mountain bike
- 2023

Campionati italiani, Prova Marathon

## Piazzamenti

### Grandi Giri
- Giro d'Italia

2013: 23º
2014: ritirato (18ª tappa)
2015: 23º
2017: 55º
2022: 77º
- Tour de France

2016: 37º
2020:  ritirato  (8ª tappa)
- Vuelta a España

2015: 20º
2017: 53º

### Classiche monumento
- Milano-Sanremo

2013: 122º
2014: 66º
2022: 46º
- Liegi-Bastogne-Liegi

2016: 10º
2017: 79º
2021: 52º
- Giro di Lombardia

2013: 29º
2014: 38º
2015: 5º
2016: 2º
2017: 17º
2018: 86º
2019: ritirato

### Competizioni mondiali
- Campionati del mondo di mountain bike

Champéry 2011 - Cross country Under-23: 8º
Glasgow 2023 - Marathon Elite: 9º
- Giochi olimpici

Rio de Janeiro 2016 - In linea: ritirato